# Macrocarpaea tabula-fluctivagifolia
Macrocarpaea tabula-fluctivagifolia är en gentianaväxtart som beskrevs av Jason Randall Grant. Macrocarpaea tabula-fluctivagifolia ingår i släktet Macrocarpaea och familjen gentianaväxter. Inga underarter finns listade i Catalogue of Life.